# Матрес лекционис
Ма́трес лекцио́нис (мн. ч. лат. matres lectionis — «матери чтения», ед. ч. mater lectionis; ивр. אִמֺּות הַקְּרִיאָה‎) в консонантном письме — согласные буквы, используемые для обозначения долгих гласных звуков.
Из-за отсутствия гласных букв однозначное прочтение текста в консонантной системе письма зачастую бывает затруднено. Поэтому для обозначения гласных (преимущественно долгих) используют согласные буквы, обозначающие звуки со сходной артикуляцией: [ʔ], [h], [w], [j]. В еврейском письме в этой роли используют следующие согласные: <א> алеф, <ה> хе, <ו> вав, <י> йуд.
Один из вариантов появления матрес лекционис, зафиксированный в иврите — стяжение дифтонгов [aw]→[oː] и [ay]→[eː], например, в словах בית («дом») [bayt]→[bet], יום («день») [yawm]→[yom]. Затем буквы вав и йод, употреблявшиеся в этих словах для обозначения согласного звука исчезнувшего дифтонга, были переосмыслены как обозначающие гласный звук, появившийся на его месте. После этого написание матрес лекционис распространили на обозначение даже тех гласных, на месте которых никогда не было дифтонгов. В других случаях дифтонг перешёл в согласную букву, после - в матрес лекционис, например, מות («смерть») [mawt]→[mavet]→[mot]. Более того, при появлении систем огласовки матрес лекционис не исчезли из письма, а их стали использовать для обозначения гласных совместно с диакритическими знаками.
Матрес лекционис встречаются уже в угаритской, моавитской и финикийской письменностях, но широко применяют лишь в еврейском, арамейском, сирийском, арабском письмах.
Позднее, в мандейском, авестийском и других алфавитах, а также в некоторых современных разновидностях арабского письма (например, алфавиты для курдского и новоуйгурского языков) и еврейского письма (алфавит для языка идиш) матрес лекционис регулярно обозначают все гласные, фактически превращаясь в гласные буквы.
Гласные буквы греческого и латинского писем, а также кириллицы исторически восходят к матрес лекционис, например, буква I произошла из согласной буквы, обозначавшей звук [j] (йод), U — из [w] (вав), А — из [ʔ] (алеф), Е — из [h] (хе), О — из [ʕ] ('айн).